# Franck Mesnel
Franck Mesnel (Neuilly-sur-Seine, 30 de junio de 1961) es un locutor y exrugbista francés que se desempeñaba como centro y ocasionalmente como apertura. Fue internacional con Les Bleus de 1986 a 1995.

## Carrera
Debutó en el Saint-Germain, un pequeño club del ascenso, en 1980 y jugó con ellos hasta 1986. En la temporada 1985-86 se unió al poderoso equipo parisino Racing 92, con quienes se hizo profesional en el campeonato 1995-96 y se retiró en la edición 1999-00 a los 38 años.
En 1989 fue convocado al célebre World XV y partió de gira a la racista Sudáfrica, en un polémico acontecimiento para la historia del rugby. Allí jugó contra la generación perdida de los Springboks por el centenario de la South Africa Rugby.

## Selección nacional
Jacques Fouroux lo convocó a Les Bleus para enfrentar a los All Blacks en noviembre de 1986, Nueva Zelanda ganó 19-7. Ingresó en los últimos cuatro minutos y destacó por un tackle salvador a John Kirwan.
Integró el seleccionado que jugó contra los Leones Británico-Irlandeses, en un partido extraordinario que se realizó por Bicentenario de la Revolución francesa y jugó su última prueba en junio de 1995 ante el XV de la Rosa. En total disputó 56 partidos y marcó 41 puntos, productos de tres drops y ocho tries (un try valía 4 puntos hasta 1992).

### Participaciones en Copas del Mundo
Fouroux lo hizo apertura titular en Nueva Zelanda 1987, por encima de Didier Camberabero y el veterano Guy Laporte, jugando todos los partidos importantes con la sola excepción ante Fiyi; donde jugó de centro ganándole el lugar a Denis Charvet. Les Bleus perdieron la final ante los All Blacks.
Daniel Dubroca lo seleccionó a Inglaterra 1991, donde jugó todos los partidos como titular: formando la pareja de centros junto a la estrella Philippe Sella. Los franceses ganaron su grupo pero cayeron derrotados contra Inglaterra en los cuartos de final.
Pierre Berbizier lo llevó a Sudáfrica 1995 y disputó su último mundial con 33 años, por lo que fue suplente con Sébastien Viars y jugó frente a Costa de Marfil y como apertura ante la Rosa por el tercer puesto. Francia mostró un gran nivel y solo perdió con los Springboks en las semifinales.
| Mundial                       | Sede          | Resultado        | PJ | Tries |
| ----------------------------- | ------------- | ---------------- | -- | ----- |
| Copa Mundial de Rugby de 1987 | Nueva Zelanda | Subcampeón       | 5  | 0     |
| Copa Mundial de Rugby de 1991 | Inglaterra    | Cuartos de final | 4  | 0     |
| Copa Mundial de Rugby de 1995 | Sudáfrica     | Tercer puesto    | 2  | 0     |

## Palmarés
- Campeón del Torneo de las Seis Naciones de 1987, 1989 y 1993.
- Campeón de la Rugby Europe International Championships de 1987–1989 y 1990–1992.
- Campeón del Top 14 de 1989–90.